# Parti Socialiste (Belgien)
Die Parti Socialiste (PS), in Ostbelgien deutsch Sozialistische Partei (SP), ist eine belgische Partei mit sozialdemokratischem Profil, die seit 1978 im frankophonen Landesteil Belgiens (Wallonie und Brüssel) sowie in der Deutschsprachigen Gemeinschaft antritt.
Nach dem Auseinanderfallen der Belgischen Sozialistischen Partei (PSB-BSP) und der Abspaltung von der niederländischsprachigen SP (heute Vooruit) ist die PS insbesondere in der Wallonie seit Jahrzehnten die größte Partei. Sie war in den Gemeinschaften und Regionen des südlichen Landesteils seit 1980 an beinahe jeder Regierungskoalition beteiligt. Derzeit stellt sie die Ministerpräsidenten der Wallonischen Region (Elio Di Rupo) und der Region Brüssel-Hauptstadt (Rudi Vervoort). Bis Oktober 2014 war die PS ebenfalls in der Föderalregierung vertreten, wo sie mit Elio Di Rupo den belgischen Premierminister stellte (siehe Regierung Di Rupo); nach den Parlamentswahlen vom 25. Mai 2014 wurde die PS allerdings auf föderaler Ebene erstmals seit 1988 wieder in die Opposition verdrängt. Ab dem 1. Oktober 2020 war sie in der Regierung De Croo vertreten. Seit der Bildung der Regierung De Wever im Februar 2025 ist die Partei wieder in der Opposition.
Die PS gehört auf europäischer und internationaler Ebene der Sozialdemokratischen Partei Europas (SPE) und der Sozialistischen Internationale (SI) an. Parteipräsident ist nach seinem Rücktritt als Premierminister wieder Elio Di Rupo. Seit Oktober 2019 hat Paul Magnette die Nachfolge Elio Di Rupos angetreten.

## Herkunft und Ausrichtung
Die Parti Socialiste ist eine sozialdemokratische politische Partei. Seit ihrer Gründung als Belgische Arbeiterpartei im 19. Jahrhundert vermochte sie, einen Großteil ihrer Stimmen aus der Arbeiterklasse für sich zu gewinnen. Dementsprechend steht sie für ein linkes, sozial-ökonomisches Profil im politischen Spektrum.
Ihren historischen ideologischen Grundsatz fand die Partei in der sogenannten „Charta von Quaregnon“, die am 25. und 26. März 1894 anlässlich des zehnten Parteikongresses der Belgischen Arbeiterpartei unter der Federführung von Émile Vandervelde angenommen wurde. Diese Charta weist ausgesprochen marxistische Züge auf (Kollektivierung der Produktionsmittel, …) und lehnt im Kontext des Klassenkampfes (Proletariat gegen Bourgeoisie) den Kapitalismus ab. Wenngleich die Charta von Quaregnon bis heute offiziell zum Programm der Partei gehört, hat die PS sich doch nicht zu einer linksradikalen Partei entwickelt. Sie zog vielmehr ihrer ursprünglichen Ideologie einen pragmatischen Umgang vor. Ihre leitenden Werte definiert die PS heute mit den Worten „Solidarität, Brüderlichkeit, Gleichheit, Gerechtigkeit und Freiheit“. Auf internationaler Ebene ist die PS Mitglied der Sozialistischen Internationale (SI) und der europafreundlichen Sozialdemokratischen Partei Europas (SPE).
Mit der sozialistischen Gewerkschaft (FGTB), den sozialistischen Krankenkassen, den sozialistischen Kulturvereinigungen, der linken Presse (heute verschwunden, ehemals Le Peuple) usw. bildet die PS die klassische „sozialistische Säule“ in der belgischen Gesellschaft.

## Organisationsstruktur

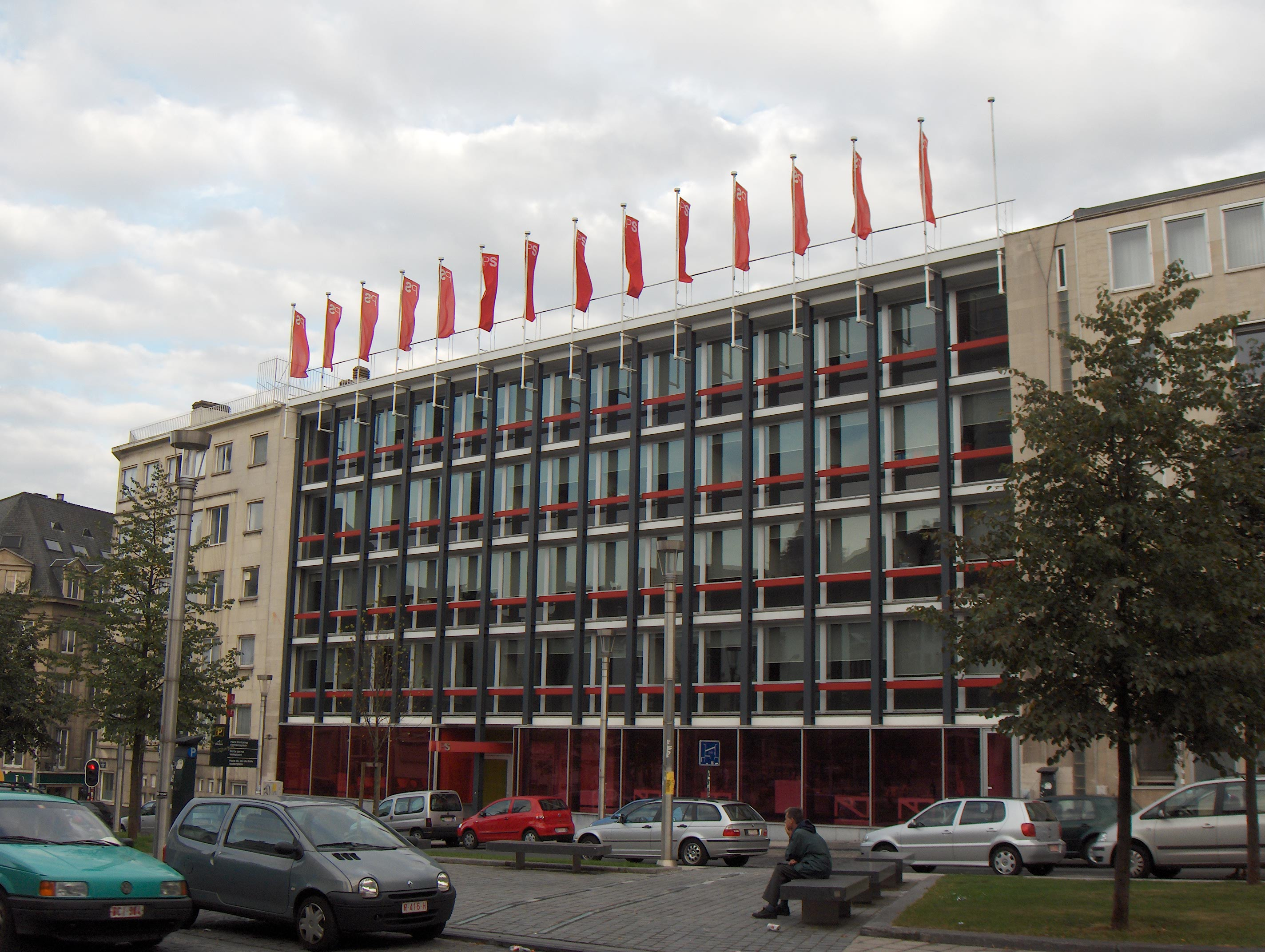
Sitz der PS am Boulevard de l’Empereur in Brüssel

Die interne Struktur der Parti Socialiste wird durch die Statuten der Partei geregelt, die anlässlich des Kongresses vom 2. Dezember 2000 in Brüssel verabschiedet wurden (zwischenzeitlich mehrfach abgeändert).

### Allgemeine und nationale Instanzen
- An der Spitze der Partei steht der Parteipräsident, der für vier Jahre von den Parteimitgliedern gewählt wird. Er bestimmt die politische Position der Partei, koordiniert die Positionen der regionalen Instanzen, handelt Regierungskoalitionen aus und repräsentiert die Partei. Die Vizepräsidenten der Partei agieren in Abwesenheit des Präsidenten stellvertretend für ihn.

- Der Generalsekretär der Partei übernimmt dagegen das Tagesgeschäft und führt die Parteientscheidungen aus. Er wird durch den Kongress gewählt und ist gegenüber dem Parteibüro verantwortlich.

- Die Rahmenbedingungen der politischen Position werden vom Parteibüro festgehalten, das mitunter die Wahlprogramme aufstellt und auf mittel- und langfristige Sicht die politische Situation analysiert. Es tritt mindestens zwei Mal pro Monat zusammen und umfasst den Parteipräsidenten, den Generalsekretär, die Vertreter der Föderationen und verschiedene Personen mit beratender Funktion.

- Der Kongress der Partei legt seinerseits die allgemeine politische Linie fest. Er setzt sich aus Vertretern der verschiedenen Föderationen (sowie beratenden Mandataren) zusammen und tritt mindestens ein Mal jährlich auf Einladung des Kongressbüros zusammen, das auch die Tagesordnung festlegt. Der Kongress kann zudem über ein Misstrauensvotum gegen den Parteipräsidenten abstimmen.

- Zu den nationalen Instanzen gehören weiterhin das Institut Émile Vandervelde (IEV – Studienbüro der PS), das Kollegium der Föderationssekretäre sowie verschiedene andere Gremien. Verschiedene Vereinigungen unterstützen ebenfalls die Partei (Action Commune Culturelle Socialiste – ACCS, Mouvement des Jeunes Socialistes – M.S.J., Ré.S.O.-J,…). Die Vereinigung ohne Gewinnerzielungsabsicht (VoG) FONSOC dient schließlich als Finanzierungsorgan der Parti Socialiste.

### Föderale, regionale und lokale Instanzen
- Die PS zählt 14 Föderationen (oder Regionalverbände): Brüssel, Wallonisch-Brabant, Charleroi, Dinant-Philippeville, West-Hennegau, Huy-Waremme, Lüttich, Luxemburg, Mons-Borinage, Namur, Soignies, Thuin, Verviers und die deutschsprachige Föderation („SP-Regionalverband Ostbelgien“). Die Föderation ist mit der politischen Aktion, der Information, der Weiterbildung und der Vorbereitung der Kongresse und Wahlen in ihrem Gebiet beauftragt. Die Versammlung des Verbandes wählt das Komitee und den Präsidenten der Föderation, die mit der Leitung dieser beauftragt sind. Es ist zudem eine Versammlung der Föderationen auf Ebene der Provinzen vorgesehen.

- Die wallonischen Föderationen, einerseits, und die Brüsseler Föderation, andererseits, können getrennte Regionalkongresse abhalten, um Angelegenheiten zu bereden, die von rein wallonischem beziehungsweise Brüsseler Interesse sind.

- Die Föderation legt die Lokalverbände oder gegebenenfalls Kommunalverbände (Union Socialiste Communale – USC) der Partei fest. Sie repräsentieren die PS auf der tiefsten Ebene und legen die Leitlinien der Gemeindepolitik fest. Die Versammlung des Verbandes wählt das Komitee und den Präsidenten, die mit der Leitung des Lokalverbandes oder der USC beauftragt sind.

## Geschichte

### Vorgeschichte: Die PSB-BSP
Die auf ein Programm von Sozialreformen und teilweise auch auf ein laizistisches Weltbild ausgerichtete Sozialdemokratie in Belgien findet ihren Ursprung im Neunzehnten Jahrhundert. Der „Klassenkampf“ wurde zuerst von der Belgischen Arbeiterpartei, der POB-BWP (frz. Parti Ouvrier Belge, ndl. Belgische Werkliedenpartij), und später von der Belgischen Sozialistischen Partei, der PSB-BSP (frz. Parti Socialiste Belge, ndl. Belgische Socialistische Partij) geführt.
Die PSB-BSP sammelte gleichermaßen Verfechter des Einheitsstaates und des Föderalismus sowie einige radikalere Elemente. Seit den Jahren 1937–1938 wurden jedoch bereits innerhalb der Partei verschiedene Kongresse für Flamen und Wallonen abgehalten, was ausdrücklich durch die Statuten der PSB-BSP (ehem. Artikel 16) gestattet wurde. Gleichzeitig nahmen einige wallonische Föderationen der PSB (nämlich jene von Lüttich, Huy-Waremme, Namur, Charleroi, Mons und Nivelles) an dem von 1945 bis 1959 tagenden „Wallonischen Nationalen Kongress“ (frz. Congrès national wallon) teil, der als Geburtsstunde der wallonischen Regionalidentität gilt.
Bei den flämischen und wallonischen Kongressen aus dem Jahr 1967 wurde die Forderung nach einer Neustrukturierung der Partei ausgedrückt. Der Kongress der PSB-BSP vom 16. März 1968 nahm dies zur Kenntnis und gab auch die Richtung der Partei für die anstehende Erste Staatsreform vor. Die Sozialisten sprachen sich klar für ein neues Belgien aus, das die Wallonie, Flandern und Brüssel anerkennt und diesen die nötigen Institutionen, Zuständigkeiten und Finanzmittel zur Verfügung stellt. Diese Tendenz zum Dualismus innerhalb der Partei wurde bestätigt, als der damalige Parteivorsitzende Léo Collard zurücktrat und nach den Parteiwahlen vom 24. Januar 1971 zum ersten Mal eine nationale Doppelspitze eingesetzt wurde: auf wallonischer Seite Edmond Leburton und auf flämischer Jos Van Eynde.

### 1978–1981: Gründungsjahre der PS

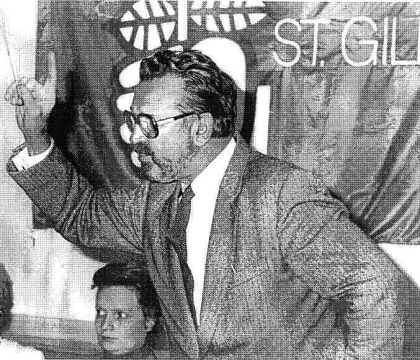
André Cools, erster Präsident der PS

Die Spaltung der PSB-BSP wurde durch die Teilnahme an der Regierung Tindemans II unter Premierminister Leo Tindemans (CVP) eingeleitet, die sich neben den Sozialisten aus den bereits getrennten flämischen und frankophonen Christdemokraten (CVP und PSC) sowie den flämischen Nationalisten der Volksunie (VU) und den Interessenvertretern der frankophonen Brüsseler (FDF) zusammensetzte. Diese Regierung hatte sich ein äußerst ehrgeiziges Staatsreformprojekt für Belgien zum Ziel gesetzt (der sogenannte Egmont-Pakt). Die PSB-BSP unter dem Doppelvorsitz von André Cools auf wallonischer und Karel Van Miert auf flämischer Seite hatte sich mit einer Mehrheit von 96,2 % für die Regierungsbeteiligung ausgesprochen.
Die Präzisierung und Umsetzung des Egmont- und später des sogenannten Stuyvenberg-Paktes erwies sich jedoch als äußerst schwierig (besonders in Bezug auf die Brüsseler Frage), sodass die Meinungsverschiedenheiten zwischen Flamen und Wallonen im Endeffekt zu groß wurden und Premierminister Tindemans sich am 11. Oktober 1978 zum Rücktritt gezwungen sah und eine tiefe Staatskrise auslöste. Auch innerhalb der PSB-BSP war keine einheitliche Linie für die Staatsreform auszumachen. Während Van Miert eine interne Neuorganisation der Partei forderte, verdächtigte Cools den flämischen Flügel, die Solidarität mit den Wallonen brechen zu wollen.
Der ursprünglich für den 28. Oktober 1968 vorgesehene nationale Parteikongress der PSB-BSP wurde von André Cools auf unbestimmte Zeit verschoben. Am 23. Oktober entschieden das Permanentkomitee der wallonischen sozialistischen Föderationen und die Brüsseler Föderation, den frankophonen Flügel der PSB-BSP einfach nur noch „Parti Socialiste“ (PS) umzutaufen. Am 28. Oktober wurde ein Kongress in Brüssel einberufen, der dem „provisorischen Komitee der wallonischen und Brüsseler Sozialisten“ unter der Führung von Cools sein Vertrauen aussprach. Schließlich wurden bei einem Kongress vom 26. November 1978 in Namur die Statuten sowie das Wahlprogramm der PS verabschiedet, welches eine sehr starke Autonomie für Brüssel und seine Randgemeinden vorsah.
Die Reaktion der flämischen Sozialisten fiel heftig aus und in einem Kongress vom 26. November in Gent entschied die BSP, nunmehr ein „Belgien zu zweit“ (und nicht mehr zu dritt) zu vertreten, in dem Brüssel unter der Aufsicht der Zentralgewalt stehen würde. Die Bezeichnung „BSP“ mit dem Titel „Vlaamse Socialisten“ wurde jedoch beibehalten. Am 31. Oktober 1978 wurde ein Konzertierungsausschuss zwischen der PS und den Vlaamse Socialisten geschaffen.
Die Spaltung der PSB-BSP hatte die Aufteilung der parteiinternen Instanzen sowie des Parteistudiendienstes Institut Emile Vandervelde zur Folge. Die anderen Komponenten der „sozialistischen Säule“ wie die sozialistische Gewerkschaft (FGTB-ACVV), die Krankenkasse oder übrigen Kooperativen waren dagegen von der Parteispaltung nicht betroffen und blieben weiterhin national. War die PS nunmehr sprachlich homogener geworden, so war sie nicht ausschließlich französischsprachig: in der Brüssel PS waren immer noch einige niederländischsprachige Vertreter auszumachen und auch in der Deutschsprachigen Gemeinschaft im Osten Belgiens waren die lokalen (deutschsprachigen) sozialistischen Mandatare Mitglied der PS, die sich dort „Sozialistische Partei“ nennt.
Die am 17. Oktober 1978 abgehaltenen Neuwahlen (Parlament und Provinzen) konnte die PS im wallonischen Landesteil für sich gewinnen, nahm jedoch in Brüssel den dritten Platz hinter dem FDF und der PSC ein. Nach einer 99 Tage langen und schwierigen Phase der Regierungsbildung, erhielt schließlich die Regierung Martens I unter Wilfried Martens (CVP), die sich aus Christdemokraten, Sozialisten und der FDF zusammensetzte, das Vertrauen des Parlaments. PS-Vizepremier wurde Guy Spitaels. Doch die Regierung war trotz gewisser Fortschritte durch die Zweite Staatsreform (die Schaffung der Regionen, mit einer Ausnahme für Brüssel) von solcher Instabilität geprägt, dass Premierminister Martens nach dem Ausschluss der FDF und zwei weiteren Umbildungen seinen Rücktritt einreichte und Mark Eyskens (CVP) die Regierungsgeschäfte übernahm. Jedoch konnte auch Eyskens keine Befriedung erreichen: die PS verlangte eine größere Autonomie, um die sich auf dem Niedergang befindende wallonische Stahlindustrie zu retten, und die Regionalisierung dieser Angelegenheit. Da keine Einigung mit der CVP erzielt werden konnte, scheiterte auch die Regierung M. Eyskens im September 1981 und Neuwahlen wurden angesetzt.
Innerhalb der PS hatte André Cools beschlossen, im Jahr 1981 den Vorsitz der Partei abzugeben. Bei den Parteiwahlen traten der von Cools favorisierte Guy Spitaels an sowie Ernest Glinne, der den linken Flügel der Partei vertrat und von Leburton unterstützt wurde, und Alain Van der Biest. Erst bei einer Stichwahl konnte sich Spitaels mit 311 zu 282 Stimmen gegenüber Glinne durchsetzen.

### 1981–1987: Oppositionsarbeit im Parlament
Im Vorfeld der National- und Provinzialwahlen positionierte sich die PS anlässlich eines Parteikongresses vom 4. Oktober 1981 in Montigny-le-Tilleul für eine tiefergehende Föderalisierung des Landes und eine Regionalisierung der sogenannten Industriesektoren von nationalem Interesse (wie den Schiffbau, die Stahl- und die Textilindustrie).
Bei den Wahlen vom 8. November 1981 erzielte die PS ein stabiles Resultat (weiterhin erste wallonische Partei, Gewinn von drei Sitzen in der Kammer und Verlust von einem Sitz im Senat), während die Liberalen in Flandern (PVV) und im französischsprachigen Landesteil (PRL) einen Sieg auf Kosten der Christlichsozialen erringen konnten. Die Regierungskoalition unter Premier Martens (Regierung Martens V) wurde allerdings von den letztgenannten gebildet, sodass sich die PS und die SP auf nationaler Ebene in der Opposition wiederfanden. Auf regionaler Ebene sahen die Verhältnisse dagegen anders aus. Die Räte der Wallonischen Region und der Französischen Gemeinschaft setzten sich aus den nationalen Abgeordneten und direkt gewählten Senatoren zusammen der französischen Sprachgruppe zusammen. Aufgrund der Vorherrschaft der PS in der Wallonie, erhielten die PS-Politiker Jean-Maurice Dehousse in der Wallonischen Region und Philippe Moureaux in der Französischen Gemeinschaft den Vorsitz der jeweiligen Exekutiven.
Die PS befand sich somit in einer bis zu diesem Zeitpunkt ungesehenen Situation. Auf nationaler Ebene sprach sie sich gegen den Sparkurs der Regierung Martens-Gol aus, während sie auf regionaler und Gemeinschaftsebene gezwungen war, mit den Christdemokraten und den Liberalen zusammenzuarbeiten.
Bei den Kommunalwahlen von 1982 konnte die PS ihre starke Position und ihre lokale Verankerung in der Wallonie ausbauen. In den Städten Charleroi, La Louvière, Huy, Waremme, Ath sowie in den Lütticher Peripheriegemeinden (Seraing, Flémalle, Grâce-Hollogne und Herstal) erhielt sie die absolute Mehrheit, während sie in Lüttich, Mons, Tournai und Namur auf einen Koalitionspartner angewiesen war. In den Brüsseler Gemeinden konnte dagegen lediglich in Evere die absolute Mehrheit erreicht werden. Auch bei den Europawahlen von 1984 errang die PS, die auf ihrer Liste den umstrittenen Bürgermeister José Happart aus der Gemeinde Voeren als freien Kandidaten aufgenommen hatte, im französischsprachigen Landesteil einen Sieg.
Diese Erfolge halfen ihr nach den National- und Provinzialwahlen vom 13. Oktober 1985 allerdings nicht weiter. Konnte die PS ihr Resultat von 1981 zwar konsolidieren, so blestand die Regierung weiterhin aus Christdemokraten und Liberalen. Diese Zusammenarbeit wurde auch auf regionaler Ebene fortgeführt, so dass die PS jetzt sowohl im nationalen Parlament als auch in den Räten der Wallonischen Region und der Französischen Gemeinschaft in die Opposition verdrängt wurde. Lediglich in der Deutschsprachigen Gemeinschaft wurde sie weiterhin an den Regierungsgeschäften beteiligt.
Die Regierung Martens VI zeichnete sich jedoch durch eine äußerst große Instabilität aus, die durch Haushaltsfragen und den Sprachenstreit rund um die Gemeinde Voeren geprägt war. Schließlich musste Premierminister Wilfried Martens, nach einer letzten Umbildung, seinen Rücktritt einreichen und vorgezogene Neuwahlen wurden für den 13. Dezember 1987 angesetzt.

### 1987–1999: Rückkehr in die Regierung, Cools-Mord und „Agusta-Affäre“
Aus den Parlaments- und Provinzialwahlen von 1987 kam die PS als große Gewinnerin hervor (um die 44 % der Stimmen in der Wallonie); die CVP verlor dagegen Stimmen. Die Positionen der Sozialisten und Christlichsozialen waren nicht einfach zu vereinen, insbesondere was das Problem Voeren betraf. Heftige interne Spannungen in der PS waren die Folge, sodass Spitaels die Führung der Verhandlungen an Moureaux abgeben musste. Lediglich die Einbindung der flämisch-nationalistischen VU führte zu einer Einigung und der Bildung der Regierung Martens VIII. Philippe Moureaux wurde Vizepremier für die PS und führte auch die anschließenden Verhandlungen zur Dritten Staatsreform.
Im Jahr 1989 wurden das Europäische Parlament sowie der Rat der Region Brüssel-Hauptstadt gewählt. Bei beiden setzte sich die PS durch: Mit José Happart auf Europäischer Ebene und mit Charles Picqué in Brüssel. Innerhalb der PS war diese Zeit auch von der schwierigen Findung einer einheitlichen Position in Bezug auf die belgische Staatsreform geprägt: Während einige Größen der Partei sich ausdrücklich für eine weitere Regionalisierung aussprachen (wie beispielsweise Happart mit der Bewegung Wallonie région d’Europe), zeigten sich besonders die Brüsseler Sozialisten skeptischer, vor allem auch vor dem Hintergrund der finanziell schwer angeschlagenen Französischen Gemeinschaft. Anlässlich des Kongresses von Ans einigte man sich darauf, dass die Wallonische und Brüsseler Region einige Zuständigkeiten von der Französischen Gemeinschaft übernehmen sollten, was 1993 umgesetzt wurde. Einen besonderen PS-internen Konfliktherd stellte die Lütticher Sektion der Partei dar: Die Vereinigung Groupe Perron, in der auch Happart und Dehousse vertreten waren, wehrte sich gegen den in ihren Augen zu großen Einfluss der Lütticher Peripherie, und insbesondere gegen den Einfluss von André Cools. Spitaels konnte die Situation nicht entschärfen, sodass der Konflikt darin gipfelte, dass Cools am 18. Juli 1991 vor seinem Haus von zwei tunesischen Auftragsmördern niedergeschossen wurde und vor Ort verstarb. Wer die genauen Auftraggeber waren, ist bis heute unbekannt.
Auf nationaler Ebene bahnten sich Anfang der 1990er Jahre aufgrund von Unstimmigkeiten in der Regierung erneut verschiedene Konfliktherde an. Besonders die VU drängte auf eine Vertiefung der Staatsreform; hier konnte ein Kompromiss gefunden werden. Die Legalisierung der Abtreibung, vom PS-Senator Roger Lallemand vorgeschlagen, wurde mit der liberalen Opposition und gegen die Stimmen der christlichsozialen Mehrheitspartner verabschiedet. Ihr verfrühtes Ende fand die Regierung letztendlich darin, dass die flämischen Parteien SP und VU die Ausführung von wallonischen Waffen nach Saudi-Arabien, die von der PS befürwortet wurde, verhindern wollten. Dies führte dazu, dass die VU letztendlich die Regierung verließ. Die neue Regierung Martens IX einigte sich auf somit eine Regionalisierung der Exportlizenzen für Waffen. Für die Durchführung der Staatsreform wurden das Parlament aufgelöst und Neuwahlen angeordnet.
Bei den Wahlen vom 24. November 1991 verloren sowohl die CVP als auch die PS Stimmen. Da eine Regierungsbildung unter den Liberalen jedoch scheiterte, wurde die bisherige Koalition fortgeführt, aber erstmals unter Premierminister Jean-Luc Dehaene (CVP). Auf Regional- und Gemeinschaftsebene erzielte die PS mit der PSC unter Melchior Wathelet eine Einigung: Spitaels beschloss überraschend, selbst den Vorsitz der wallonischen Regionalexekutive zu übernehmen. Den Parteivorsitz gab er 1992 deshalb an Philippe Busquin ab.
Im Zuge der Ermittlungen zum Cools-Mord deckte die Justiz in den 1990er Jahren andere Skandale auf, in denen vornehmlich PS-Politiker verwickelt waren. Die „Agusta-Affäre“ (oder „Agusta-Dassault-Affäre“), bei der es um Schmiergelder ging, die beim Ankauf von 45 Kampfhubschraubern für die belgischen Luftstreitkräfte an Politiker geflossen waren, sowie die „INUSOP-Affäre“, bei der illegale Parteifinanzierungen im Spiel waren, hatten zur Folge, dass die PS-Größen Guy Spitaels, Guy Coëme und Guy Mathot im Januar 1994 von ihren Ämtern zurücktreten mussten. Bei den im gleichen Jahr stattfindenden Europa- und Gemeinderatswahlen konnte die PS allerdings den Image-Schaden begrenzen.
Die Parlamentswahlen vom 21. Mai 1995, bei denen neben dem reformierten Föderalparlament zum ersten Mal auch die Parlamente der Regionen direkt gewählt wurden, ergaben einen relativ geringen Rückschritt für die PS. Die anschließende Regierungsbildung erfolgte im Zeichen der Kontinuität: In allen Parlamenten bildeten Christlichsoziale und Sozialisten eine Mehrheit und Premierminister Jean-Luc Dehaene führte auf föderaler Ebene seine zweite Regierung an. Einzige Ausnahme war Brüssel, wo die PS mit der liberalen Allianz PRL-FDF eine Koalition bildete. Die Legislaturperiode erwies sich jedoch als äußerst unbehaglich für die Mehrheit: Neben den verschiedenen PS-Prozessen (Cools, Agusta, …) kam 1996 die „Dutroux-Affäre“ ans Licht, aus der sich ergab, dass mehrere Kinder einem bereits bekannten pädophilen Sexualstraftäter zum Opfer fallen konnten, weil mitunter die Kommunikation zwischen den verschiedenen Polizeidiensten nicht stimmte. Schließlich geriet Belgien 1999 im Rahmen der sogenannten „Dioxin-Krise“ (verseuchte Lebensmittel) in die internationale Kritik. Zahlreiche Minister mussten zurücktreten und bei den Föderalwahlen vom 13. Juni 1999 verlor die scheidende Mehrheit folglich das Vertrauen der Wähler.

### 1999–2007: Koalitionswechsel und „Carolorégienne-Affäre“

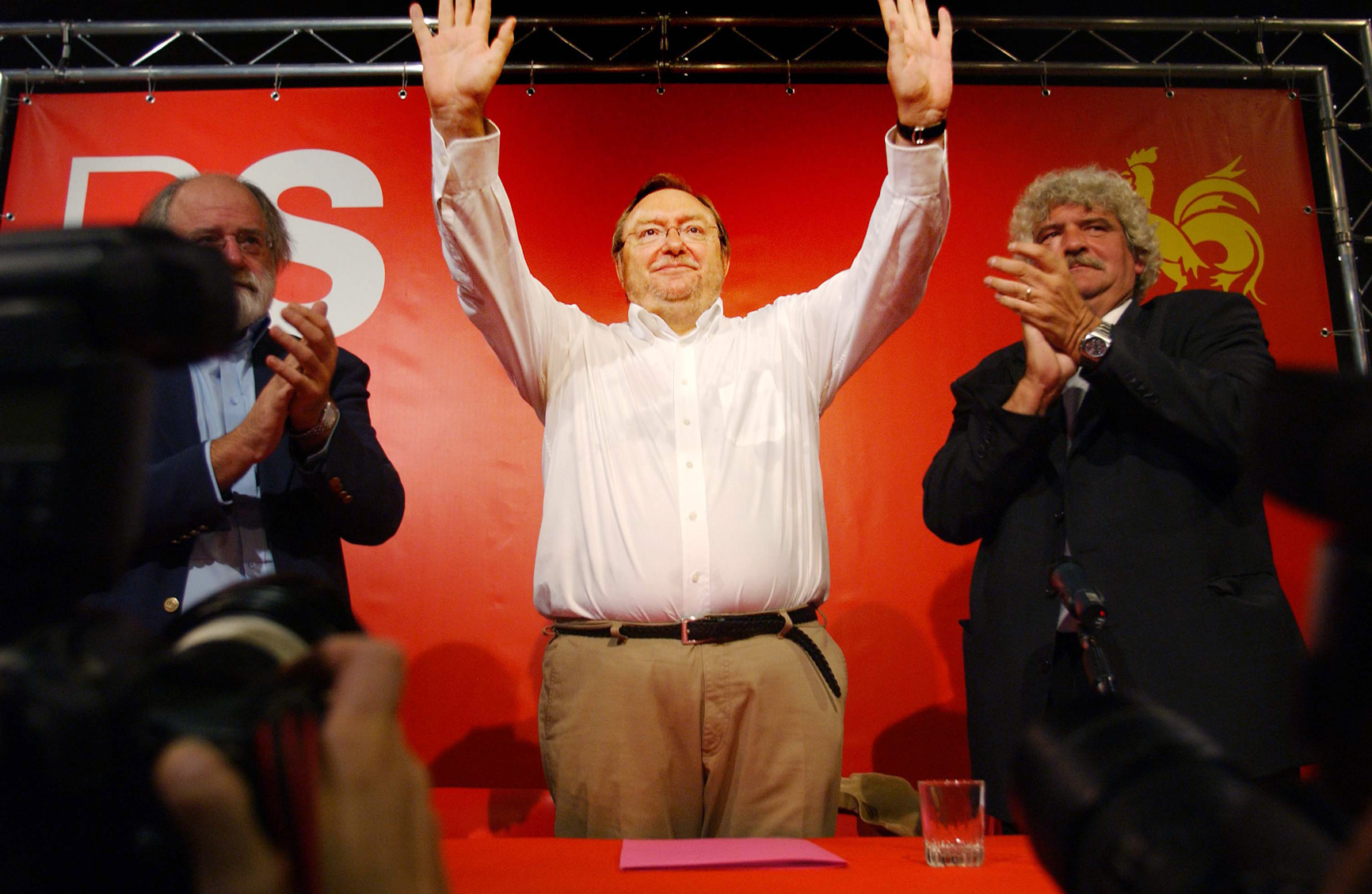
Jean-Claude Van Cauwenberghe, ehemaliger wallonischer Ministerpräsident

Die Wahlen von 1999 ergaben ein gemischtes Resultat für die PS: Während sie in der Kammer und im Wallonischen Parlament erste Kraft blieb, wurde die PS im Europaparlament und im Senat von der liberalen PRL-FDF-MCC eindeutig geschlagen und verlor in Brüssel ihren zweiten Platz an die Grünen von Ecolo. Bei den Koalitionsbildungen wurden die Christlichsozialen erstmals seit 1958 in die Opposition verdrängt und die sogenannte „Regenbogenkoalition“ aus Liberalen, Sozialisten und Grünen unter Premierminister Guy Verhofstadt (VLD) geschlossen; Laurette Onkelinx wurde dabei PS-Vizepremierministerin. Dieselbe Zusammensetzung war auch in den Gemeinschaften und Regionen wieder zu finden (außer in Brüssel, wo Ecolo in der Opposition blieb); in der Deutschsprachigen Gemeinschaft erhielt die PS-SP mit Karl-Heinz Lambertz, obschon nur dritte Kraft, erstmals den Posten des Ministerpräsidenten.
Da Philippe Busquin in die Kommission Prodi unter Romano Prodi einstieg, gab er 1999 den Parteivorsitz ab. Aus den Parteiwahlen kam der damalige Ministerpräsident der Wallonischen Region und Bürgermeister von Mons, Elio Di Rupo, als Sieger hervor. Den Vorsitz der Regionalexekutive trat Di Rupo jedoch nur ein Jahr später an seinen Parteikollegen Jean-Claude Van Cauwenberghe ab, um sich eher mit den internen Angelegenheiten der PS beschäftigen zu können.
Die Abwesenheit der Christlichsozialen in der Föderalregierung ermöglichte die Verabschiedung von einigen „sensibleren“ Gesetzesinitiativen, die von der PS unterstützt wurden (wie die Legalisierung der Sterbehilfe oder der gleichgeschlechtlichen Ehe) und einer fünften Staatsreform im Jahr 2001. Doch auch eine gewisse Konkurrenz zu den Grünen, die die Schaffung einer großen linksorientierten Bewegung mit der PS abgelehnt hatten, prägte die Arbeit der Sozialisten in der Regierung Verhofstadt.
Die Föderalwahlen vom 18. Mai 2003 bedeuteten nach einem hohen Stimmenverlust für die Grünen, die mit einem kollektiven Rücktritt all ihrer Minister die Legislaturperiode in einem Eklat enden gelassen hatten, das Ende der Regenbogenkoalition. Da sowohl die Sozialisten als auch die Liberalen Stimmen für sich gewinnen konnten und vergleichbare Resultate einfuhren, wurde die zweite Verhofstadt-Regierung als sozialliberale Koalition ohne die Grünen fortgeführt.
Bei den Gemeinschafts-, Regional- und Europawahlen vom 13. Juni 2004 ging die PS dagegen als eindeutige Gewinnerin hervor, sowohl in der Wallonie als auch in Brüssel, wo sie die Liberalen (in der Zwischenzeit als MR vereinigt) von der Spitze verdrängte. Auf Ebene der Wallonischen Region vernachlässigte die PS den liberalen Partner und bildete fortan mit den Zentrumshumanisten der cdH (ehemals Christlichsoziale) eine Mehrheit unter Van Cauwenberghe, während in Brüssel Ecolo mit in die Picqué-Regierung aufgenommen wurden. In der Deutschsprachigen Gemeinschaft verließen die Grünen die Mehrheit, die nunmehr aus Sozialisten, Liberalen und der regional gesinnten PJU-PDB bestand.
Im Jahr 2005 erregte die PS mit einem erneuten Skandal großes Aufsehen: In der in Charleroi tätigen sozialen Wohnungsbaugesellschaft „La Carolorégienne“ wurden massiv öffentliche Gelder bei der Vergabe von öffentlichen Aufträgen veruntreut. Zwei sozialistische Schöffen wurden von ihrem Amt enthoben und einer von ihnen, Claude Despiegeleer, sogar in Untersuchungshaft genommen. Die „Carolorégienne-Affäre“ zog weite Kreise und es wurden weitere Unregelmäßigkeiten aufgedeckt, die auf ein organisiertes Klientelismussystem in Charleroi hindeuteten. Die PS, die seit 1977 die absolute Mehrheit im Stadtrat besaß, befand sich im Zentrum der Kritik. Charlerois „mächtiger Mann“, der wallonische Ministerpräsident Jean-Claude Van Cauwenberghe, musste sich schließlich aufgrund seiner engen Freundschaft mit den beiden Schöffen und einer Anzahl von Vergehen, die während seiner Amtszeit als Bürgermeister von Charleroi stattgefunden hatten („système Van Cau“), dem Druck der öffentlichen Meinung und der Medien beugen: Er reichte am 30. September 2005 den Rücktritt von seinem Ministeramt ein. Elio Di Rupo kündigte an, die „Parvenüs“ in seiner Partei zu verfolgen und übernahm selbst den Vorsitz der Regionalexekutive. Auch andere PS-Größen, wie der damals amtierende Bürgermeister von Charleroi, Charles Van Gompel, oder der ehemalige wallonische Ministerpräsident und Bürgermeister von Namur, Bernard Anselme, stürzten infolge verschiedener Folgeskandale.
Nach den Gemeinderatswahlen vom 8. Oktober 2006 musste die krisenerschütterte PS in Städten, wo sie bis zu diesem Zeitpunkt teils die absolute Mehrheit innehatte, mit anderen Parteien eine Koalition bilden (wie in Charleroi, wo das Bürgermeisteramt an die cdH ging) oder wurde ganz in die Opposition gedrängt (wie in Namur). Trotzdem fuhr sie vielerorts recht stabile Resultate ein.

### 2007–2014: Krisenjahre und erster PS-Premier

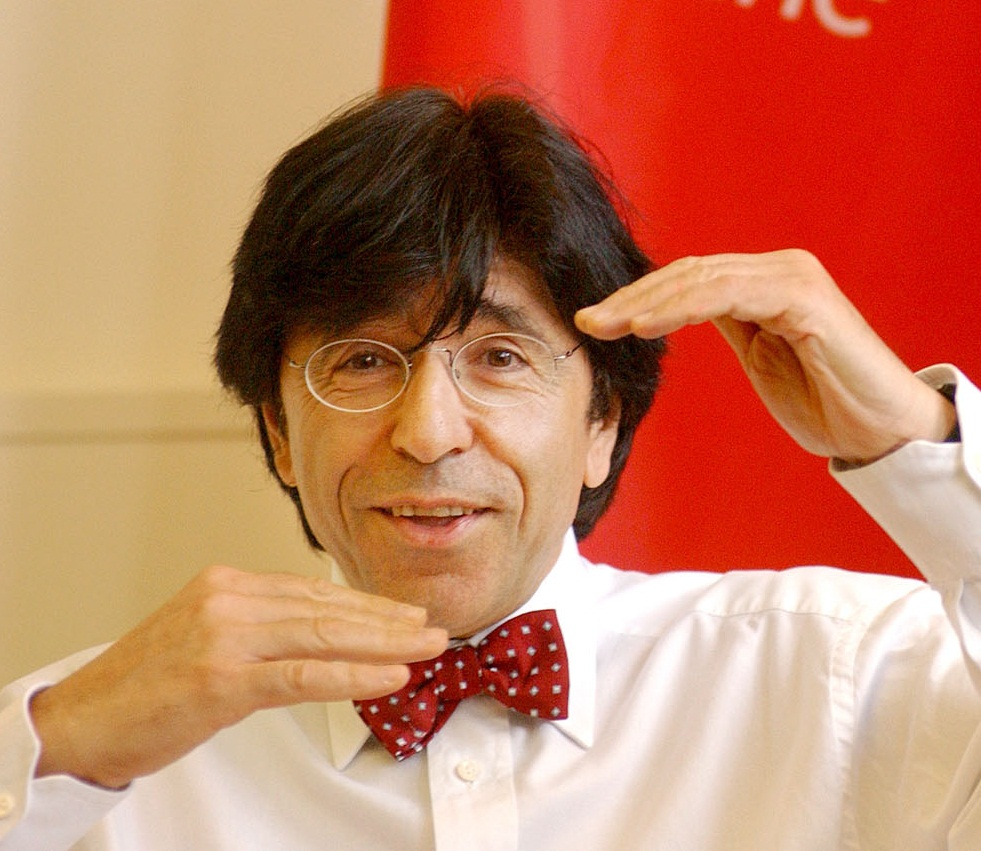
Elio Di Rupo, Premierminister Belgiens von 2011 bis 2014

Ab 2007 sah sich Belgien von zwei tiefen Krisen gezeichnet, die schwerwiegende politische Folgen mit sich zogen: Zum einen die interne Staatskrise (drohender Auseinanderfall des Landes), und zum anderen die internationale Finanz- und Wirtschaftskrise (mitunter hohe Verluste bei belgischen Großbanken und Eurokrise).
Die Föderalwahlen von 2007 stellten eine Premiere seit der Einführung des gleichgültigen Wahlrechts im Jahr 1919 dar: Zum ersten Mal war die PS nicht stärkste Kraft im südlichen Landesteil, sondern wurde dort von der MR überholt. Auch aufgrund herber Verluste der Open VLD bedeuteten diese Wahlen das Ende der sozialliberalen Allianz unter Verhofstadt. Großer Wahlsieger war der flämische Christdemokrat Yves Leterme (nunmehr CD&V), der seinen Wahlkampf besonders auf die Forderung nach einer neuen Staatsreform mit einer verstärkten Regionalisierung aufgebaut hatte – auch auf Druck des damaligen Kartellpartners N-VA (Nachfolgerin der Volksunie). Eine Regierung aus Christdemokraten und Liberalen unter Ausschluss der immer noch krisengezeichneten PS kam nach gescheiterten Verhandlungen über die Staatsreform und einer ersten langen Staatskrise nicht zustande. Erst als die PS, wenn auch große Verliererin der Wahlen, zu den Koalitionsgesprächen eingeladen wurde, konnte schließlich die Regierung Leterme gebildet werden, nachdem die flämischen Parteien ihre Forderungen zur Staatsreform deutlich gesenkt hatten und die langwierige Diskussion um die Spaltung des Wahlkreises Brüssel-Halle-Vilvoorde (BHV) aufgeschoben worden war. Da die ebenfalls geschwächten flämischen Sozialisten der sp.a der PS nicht in die Regierung folgen wollten, wurde erstmals eine „asymmetrische“ Föderalregierung gebildet (wo also eine frankophone Partei nicht mit ihrem flämischen „Gegenstück“ in der Koalition saß). Elio Di Rupo wurde trotz der Wahlniederlage zum Parteipräsidenten wiedergewählt, verließ aber die Wallonische Regierung zugunsten von Rudy Demotte.
Die Regierung musste allerdings sehr bald mit den Auswirkungen der internationalen Finanzkrise kämpfen. Infolge der sogenannten „Fortis-Affäre“, bei der aus Justizkreisen verlautete, dass vonseiten der Politik Druck auf die Richter ausgeübt worden sei, die sich mit Unregelmäßigkeiten beim Verkauf des beinahe insolventen Fortis-Konzerns an die Bank BNP Paribas befassten, und somit die Gewaltentrennung verletzt wurde, trat die Regierung Leterme nach neun Monaten Amtszeit am 19. Dezember 2008 geschlossen zurück. Nach einer kurzen Zwischenregierung unter Herman Van Rompuy (der wenig später zum ersten ständigen Präsidenten des Europäischen Rates designiert wurde) übernahm der mittlerweile rehabilitierte Leterme jedoch recht schnell im November 2009 seine zweite Regierung, in der die PS weiterhin ohne die sp.a vertreten war.
Auf regionaler Ebene konnte die PS ihr Image wieder aufbessern und besonders in Zeiten der Wirtschaftskrise als „Beschützerin der einfachen Arbeiter“ gegenüber der Finanzwelt punkten. Bei den Regionalwahlen vom 7. Juni 2009 verloren die Sozialisten zwar Stimmen an Ecolo, blieben aber zumindest in der Wallonie mit 32 % wichtigste Partei. Dort und auch in Brüssel wurden dementsprechend „Olivenbaum-Koalitionen“ aus Sozialisten, Zentrumshumanisten und Grünen gebildet, wobei die PS die Ministerpräsidentenposten der Gemeinschaften und Regionen weiterhin für sich beanspruchen konnte. Auf lokaler Ebene war die PS in der Zwischenzeit erneut in die Schlagzeilen geraten: Die ehemalige Senatspräsidentin und langjährige amtierende Bürgermeisterin von Huy, Anne-Marie Lizin, wurde 2009 wegen Veruntreuung von öffentlichen Geldern aus der PS ausgeschlossen. Im selben Jahr musste auch Didier Donfut auf Druck der Öffentlichkeit zurücktreten, als bekannt geworden war, dass er als Minister gleichzeitig „unabhängiger Berater“ war und dafür ein zusätzliches jährliches Honorar von ca. 143.000 Euro bezog. Michel Daerden, einer der populärsten PS-Politiker („Daerdenmania“) und ehemaliger Minister, wurde seinerseits 2011 in der Gemeinde Ans von seiner eigenen Mehrheit vom Bürgermeisterposten verdrängt; Grund waren interne Streitigkeiten.
Die Föderalregierung erlebte inzwischen erhebliche interne Spannungen aufgrund der fehlenden Resultate in Sachen Staatsreform. Da für das Problem „BHV“ immer noch keine Lösung gefunden werden konnte, beschlossen die flämischen Liberalen, die Föderalregierung zu verlassen und ihr das Vertrauen zu entziehen. Am 22. April 2010 reichte Leterme seinen Rücktritt ein, der König löste das Föderalparlament auf und Neuwahlen wurden für den 13. Juni angesetzt. Der Urnengang hatte eine Stärkung der flämisch-nationalistischen und wirtschaftlich rechts ausgerichteten N-VA in Flandern und eine Konsolidierung der Vormachtstellung der PS im Süden zur Folge. Daraus ergab sich eine Staatskrise von über 541 Tagen, in denen unter den federführenden Parteipräsidenten Bart De Wever (N-VA) und Elio Di Rupo (PS) weder eine Einigung zur geplanten Staatsreform noch eine gemeinsame Antwort auf die Finanzkrise, die Verabschiedung eines Sparhaushalts und die Senkung der Staatsverschuldung gelang. Erst nachdem die flämischen Nationalisten definitiv die Verhandlungen verlassen hatten, einigten sich die flämischen und wallonischen Sozialisten, Christdemokraten, Liberalen und Grünen am 15. September 2011 über die Teilung von BHV und am 4. Oktober über das Gesamtpaket der sechsten Staatsreform. Zu den danach beginnenden Verhandlungen zur Bildung einer Föderalregierung unter Formateur Di Rupo wurden die Grünen nicht eingeladen. Am 1. Dezember 2011, nur wenige Tage nachdem die Ratingagentur Standard & Poor’s Belgiens Rating von AA+ auf AA mit negativem Ausblick gesenkt hatte, konnte schließlich die Regierung Di Rupo aufgestellt werden. Elio Di Rupo wurde somit der erste wallonische (und sozialistische) Premierminister Belgiens seit Leburton im Jahr 1973, der erste frankophone Premier seit Paul Vanden Boeynants (PSC) im Jahr 1978 und erster PS-Premierminister Belgiens überhaupt. Den kommissarischen Parteivorsitz überließ er gleichzeitig dem bis dahin wenig bekannten Fraktionsführer der PS in der Kammer, Thierry Giet.
Die Kommunalwahlen von 2012, aus denen die PS gegenüber den letzten Wahlen gestärkt hervorging, hatten ein größeres Stühlerücken innerhalb der Partei zur Folge: Paul Magnette, nun Bürgermeister von Charleroi, beschloss die Föderalregierung zu verlassen und wurde zum neuen Parteipräsidenten gewählt. Er wurde durch Jean-Pascal Labille in der Regierung ersetzt. In Brüssel übernahm Laurette Onkelinx den Vorsitz der Brüsseler PS-Föderation von Rudi Vervoort, der seinerseits Charles Picqué am 7. Mai 2013 an der Spitze der Brüsseler Regierung ablöste.

### 2014 bis heute: Opposition gegen dieKamikaze-Koalition
Die Wahlen vom 25. Mai 2014 wurden gleichzeitig auf föderaler, regionaler und europäischer Ebene abgehalten. Auch wenn die PS weiterhin auf französischsprachiger Seite die stärkste Partei blieb, so musste sie doch leichte Verluste einfahren; die MR konnte einen deutlichen Stimmenzuwachs für sich verbuchen. In Flandern kam dagegen die N-VA als großer Wahlsieger aus dem Urnengang hervor. Die Regierungsbildung gestaltete sich auf den verschiedenen Landesebenen sehr unterschiedlich: Während der König auf mit Bart De Wever und Charles Michel (MR) als Informateure verschiedene Sondierungen vornahm, nahm die PS in den Regionen die Initiative für Koalitionsgespräche. Am 5. Juni 2014 kündigte die PS an, dass sie in der Wallonie und in der Französischen Gemeinschaft mit der cdH regieren würde, während in Brüssel die mittlerweile von der MR losgelöste FDF unter Olivier Maingain als dritter Koalitionspartner beteiligt würde. Ministerpräsidenten würden respektive Magnette, Demotte und Vervoort. Diese Nachricht löste eine Kettenreaktion aus: Während in Flandern wenig später die Koalition aus N-VA, CD&V und Open VLD bekannt gemacht wurde, sah sich die MR auf Landesebene unter Zugzwang, wenn sie nicht belgienweit in die Opposition verdrängt werden wollte. Nachdem die cdH einer Mitte-rechts-Regierung eine Absage erteilte, beschloss die MR als einzige frankophone Partei mit den Parteien der flämischen Regierung die Bildung einer Föderalregierung zu verhandeln: Dieses Vorhaben, bei dem zum ersten Mal in der neueren belgischen Geschichte eine Föderalregierung gebildet werden sollte, deren frankophoner Bestandteil nur aus einer Partei besteht und sich somit in der französischen Sprachgruppe des Parlaments in der Minderheit befindet, wurde alsbald Schweden-Koalition oder Kamikaze-Koalition (da die MR sich wie ein Kamikaze in einer „Alles-oder-nichts“-Position befindet) getauft: Die Föderalregierung Michel I unter Premierminister Charles Michel (MR) wurde gebildet und die PS zum ersten Mal seit 1988 in der Abgeordnetenkammer wieder in die Opposition verdrängt. Der scheidende Premier Elio Di Rupo übernahm in der Folge wieder den Parteivorsitz und kündigte einen äußerst harten Oppositionskurs an.

## Gegenwart

### Föderalregierung
Bis zum 3. Februar 2025 in der Regierung De Croo vertreten. In der darauffolgenden Regierung De Wever nicht vertreten.

### Regierungen der Gemeinschaften und Regionen
| Die amtierenden Ministerpräsidenten mit PS-Angehörigkeit | Die amtierenden Ministerpräsidenten mit PS-Angehörigkeit | Die amtierenden Ministerpräsidenten mit PS-Angehörigkeit | Die amtierenden Ministerpräsidenten mit PS-Angehörigkeit |
| -------------------------------------------------------- | -------------------------------------------------------- | -------------------------------------------------------- | -------------------------------------------------------- |
| Rudi Vervoort                                            | Rudi Vervoort                                            | im Amt seit 2013                                         | Region Brüssel-Hauptstadt                                |

## Funktionäre und Persönlichkeiten

### Parteivorsitzende
| Der amtierende Präsident der PS | Der amtierende Präsident der PS | Der amtierende Präsident der PS | Der amtierende Präsident der PS |
| ------------------------------- | ------------------------------- | ------------------------------- | ------------------------------- |
| Paul Magnette                   | Paul Magnette                   | im Amt seit 2019                | Bürgermeister von Charleroi     |

Folgende Personen saßen in der Vergangenheit der Parti Socialiste als Präsidenten vor:
- 1978 bis 1981: André Cools
- 1981 bis 1992: Guy Spitaels
- 1992 bis 1999: Philippe Busquin
- 1999 bis 2019: Elio Di Rupo
  - 2011 bis 2013: Thierry Giet (kommissarisch)
  - 2013 bis 2014: Paul Magnette (kommissarisch)
- 2019 bis heute: Paul Magnette

### Parlamentspräsidenten
Folgende Personen waren in der Vergangenheit Mitglied der Parti Socialiste und Präsident einer parlamentarischen Versammlung: *
| - Yvon Biefnot (WR) - Willy Burgeon (WR) - Robert Collignon (WR) - André Cools (WR) - Philippe Courard (FG) - Magda De Galan (RB) - Freddy Deghilage (FG) - Georges Dejardin (FG) - Rudy Demotte (FG) - Françoise Dupuis (RB) - Valmy Féaux (WR) | - André Flahaut (Kammer) - José Happart (WR) - Léon Hurez (WR, FG) - Jean-François Istasse (FG) - Roger Lallemand (Senat) - Karl-Heinz Lambertz (DG) - Edmond Leburton (Kammer) - Jean-Charles Luperto (FG) - Anne-Marie Lizin (Senat) - Rachid Madrane (RB) - Jean-Claude Marcourt (WR) | - Irène Pétry (FG) - Charles Picqué (RB) - Charles Servaty (DG) - Isabelle Simonis (FG) - Louis Siquet (DG) - Guy Spitaels (WR) - Willy Taminiaux (WR, FG) - Eliane Tillieux (Kammer) - Éric Tomas (RB) |

* WR: Wallonische Region, RB: Region Brüssel-Hauptstadt, FG: Französische Gemeinschaft, DG: Deutschsprachige Gemeinschaft, Kammer: Belgische Abgeordnetenkammer

### Ministerpräsidenten und Minister
Folgende Personen sind oder waren in der Vergangenheit Mitglied der Parti Socialiste und Ministerpräsident(in) einer Gemeinschaft bzw. Region: *
| - Bernard Anselme (WR, FG) - Marie Arena (FG) - Guy Coëme (WR) - Robert Collignon (WR) - Jean-Maurice Dehousse (WR) - Rudy Demotte (WR, FG) - Elio Di Rupo (WR) - Valmy Féaux (WR) - Pierre-Yves Jeholet (FG) - Karl-Heinz Lambertz (DG) - Paul Magnette (WR) | - Philippe Moureaux (FG) - Laurette Onkelinx (FG) - Charles Picqué (RB) - Guy Spitaels (WR) - Jean-Claude Van Cauwenberghe (WR) - Rudi Vervoort (RB, amtierend) |

* WR: Wallonische Region, RB: Region Brüssel-Hauptstadt, FG: Französische Gemeinschaft, DG: Deutschsprachige Gemeinschaft
Darüber hinaus waren folgende Personen als Minister oder Staatssekretär in einer föderalen, gemeinschaftlichen oder regionalen Regierung oder Exekutiven vertreten:
| - Antonios Antoniadis - Bernard Anselme - Philippe Busquin - André Cools - Philippe Courard - Guy Cudell - Michel Daerden - Magda De Galan - André Degroeve - Jean-Marc Delizée - Roger Delizée - Élie Deworme - Christian D’Hoogh - Didier Donfut - Christian Dupont | - Françoise Dupuis - Valmy Féaux - Julie Fernandez Fernandez - André Flahaut - Paul Furlan - François Guillaume - José Happart - Robert Hotyat - Jacques Hoyaux - Edgard Hismans - Léon Hurez - Alain Hutchinson - Emir Kir - Fadila Laanan - Jean-Pascal Labille | - Christophe Lacroix - Frédéric Laloux - Marcel Lejoly - Anne-Marie Lizin - Rachid Madrane - Paul Magnette - Philippe Mahoux - Jean-Claude Marcourt - Guy Mathot - Gilbert Mottard - Jacques Santkin - Henri Simonet - Isabelle Simonis - Willy Taminiaux - Marc Tarabella | - Éliane Tillieux - Éric Tomas - Robert Urbain - Alain Van der Biest - Yvan Ylieff |

### Weitere PS-Mitglieder
| - Hervé Brouhon - Lucien Cariat - Léon Casaert - Édouard Close - Frédéric Daerden - Véronique De Keyser - Willy Demeyer - Claude Desama - Claude Despiegeleer - Béa Diallo | - Claude Eerdekens - Ernest Glinne - Jean-Marie Happart - Alain Mathot - Patrick Moriau - Gaston Onkelinx - Edmund Stoffels - Freddy Thielmans - Jacques Van Gompel - Jacques Yerna |

## Wahlresultate

### Europawahlen
| Jahr | Prozent | Stimmen | Sitze |
| ---- | ------- | ------- | ----- |
| 1979 | 12,84 % | 698.889 | 3     |
| 1984 | 13,32 % | 762.293 | 5     |
| 1989 | 14,48 % | 854.207 | 5     |
| 1994 | 11,40 % | 680.142 | 3     |
| 1999 | 9,64 %  | 596.567 | 3     |
| 2004 | 13,54 % | 878.577 | 4     |
| 2009 | 10,88 % | 714.947 | 3     |
| 2014 | 10,68 % | 714.645 | 3     |
| 2019 | 9,67 %  | 651.157 | 2     |
| 2024 | 7,43 %  | 529.697 | 2     |

Nur die Ergebnisse des Französischen Wahlkollegiums werden aufgezeigt, unter Ausschluss der Ergebnisse der PS-SP im Deutschsprachigen Wahlkollegium.

### National- bzw. Föderalwahlen
| Abgeordnetenkammer | Abgeordnetenkammer | Abgeordnetenkammer | Abgeordnetenkammer |
| Jahr               | Prozent            | Stimmen            | Sitze              |
| ------------------ | ------------------ | ------------------ | ------------------ |
| 1978               | 13,01 %            | 719.926            | 32                 |
| 1981               | 12,70 %            | 765.055            | 35                 |
| 1985               | 13,76 %            | 834.488            | 35                 |
| 1987               | 15,66 %            | 961.361            | 40                 |
| 1991               | 13,49 %            | 831.199            | 35                 |
| 1995               | 11,87 %            | 720.819            | 21                 |
| 1999               | 10,26 %            | 631.653            | 19                 |
| 2003               | 13,02 %            | 855.992            | 25                 |
| 2007               | 10,86 %            | 724.787            | 20                 |
| 2010               | 13,70 %            | 894.543            | 26                 |
| 2014               | 11,67 %            | 787.058            | 23                 |
| 2019               | 9,46 %             | 641.623            | 20                 |
| 2024               | 8,04 %             | 561.602            | 16                 |

### Regionalwahlen
| Wallonische Region | Wallonische Region | Wallonische Region | Wallonische Region |
| Jahr               | Prozent            | Stimmen            | Sitze              |
| ------------------ | ------------------ | ------------------ | ------------------ |
| 1995               | 35,22 %            | 665.986            | 30                 |
| 1999               | 29,44 %            | 560.867            | 25                 |
| 2004               | 36,91 %            | 727.781            | 34                 |
| 2009               | 32,77 %            | 657.803            | 29                 |
| 2014               | 30,90 %            | 632.653            | 30                 |
| 2019               | 26,17 %            | 532.422            | 23                 |
| 2024               | 23,22 %            | 480.003            | 19                 |

| Region Brüssel-Hauptstadt | Region Brüssel-Hauptstadt | Region Brüssel-Hauptstadt | Region Brüssel-Hauptstadt |
| Jahr                      | Prozent *                 | Stimmen                   | Sitze                     |
| ------------------------- | ------------------------- | ------------------------- | ------------------------- |
| 1989                      | 21,95 %                   | 96.189                    | 18                        |
| 1995                      | 21,40 %                   | 88.370                    | 17                        |
| 1999                      | 16,01 %                   | 68.307                    | 13                        |
| 2004                      | 28,75 %                   | 130.462                   | 26                        |
| 2009                      | 26,24 %                   | 107.303                   | 21                        |
| 2014                      | 26,59 %                   | 108.755                   | 21                        |
| 2019                      | 18,66 %                   | 85.530                    | 17                        |
| 2024                      | 18,28 %                   | 85.929                    | 16                        |

* Nur der Anteil der Stimmen innerhalb der Französischen Sprachgruppe wurde gezählt.

## Wahlresultate (Sozialistische ParteioderSP Regionalverband Ostbelgien)

### Europawahlen
| Jahr | Prozent | Stimmen | Sitze |
| ---- | ------- | ------- | ----- |
| 1994 | 0,08 %  | 4.820   | 0     |
| 1999 | 0,07 %  | 4.215   | 0     |
| 2004 | 0,09 %  | 5.527   | 0     |
| 2009 | 0,09 %  | 5.658   | 0     |
| 2014 | 0,09 %  | 5.835   | 0     |
| 2019 | 0,07 %  | 4.655   | 0     |
| 2024 | 0,07 %  | 5.131   | 0     |

### Deutschsprachige Gemeinschaft
| Jahr | Prozent | Stimmen | Sitze |
| ---- | ------- | ------- | ----- |
| 1974 | 12,1 %  |         | 3     |
| 1977 | 12,1 %  |         | 3     |
| 1978 | 12,1 %  |         | 3     |
| 1981 | 11,4 %  |         | 3     |
| 1986 | 12,71 % |         | 3     |
| 1990 | 16,34 % | 6.407   | 4     |
| 1995 | 16,09 % | 5.958   | 4     |
| 1999 | 14,97 % | 5.519   | 4     |
| 2004 | 19,01 % | 6.903   | 5     |
| 2009 | 19,30 % | 7.731   | 5     |
| 2014 | 16,08 % | 6.050   | 4     |
| 2019 | 14,85 % | 5.820   | 4     |
| 2024 | 13,67 % | 5.473   | 3     |